# Stylaster leptostylus
Stylaster leptostylus is een hydroïdpoliepensoort uit de familie van de Stylasteridae. De wetenschappelijke naam van de soort is voor het eerst geldig gepubliceerd in 1938 door Fisher.